# Bosques de matorrales espinosos del oeste de Aravalli
La ecorregión de los bosques de matorrales espinosos del oeste de Aravalli, anteriormente conocida como bosques de matorrales espinosos del noroeste (WWF ID: IM1303), es una ecorregión de matorral xerófilo que se extiende a lo largo de las tierras bajas y colinas fronterizas entre Pakistán y el norte de la India. Esta ecorregión, que en el pasado estaba cubierta de bosque caducifolio, se ha degradado a través de la agricultura y la tala para la extracción de madera, por lo que actualmente tiene una escasa cobertura de matorral espinoso dominado por dichos árboles como Acacia senegal, Acacia leucophloea y Prosopis cineraria. En los lugares donde los suelos son especialmente salinos, hay zonas de semidesierto. En este hábitat habitan numerosos mamíferos, incluidas unas cuatrocientas especies de aves. Algunas pequeñas áreas están protegidas, pero la recolección de leña y la conversión de la tierra a la agricultura de subsistencia continúa.

## Localización
La ecorregión rodea las ecorregiones del desierto de Thar y del desierto del Valle del Indo. Se extiende a lo largo de las tierras bajas y colinas fronterizas entre India y Pakistán e incluye: la mitad occidental del estado de Guyarat (excluyendo la montaña de Girnar), y que se extiende a través de Rajastán, donde limita al sureste con la cordillera Aravalli; la mayor parte de los estados de Haryana y el estado indio del Punjab, así como el territorio de Jammu y Cachemira, se extiende hasta las estribaciones del Himalaya. En Pakistán, la ecorregión se extiende a través de la mayor parte de la provincia de Punjab, alcanzando las provincias más orientales de la Frontera del Noroeste y Baluchistán y el oeste de Sind.
Esta ecorregión, junto con las ecorregiones del desierto de Thar y del desierto del valle del Indo, forman la provincia biogeográfica del «Desierto de Thar» de Miklos Udvardy.

## Clima
El clima característico de la ecorregión es un clima semiárido cálido (clasificación climática de Köppen (BSh)) y árido (clasificación climática de Köppen (BWh)). Este clima es característico de estepas, pastizales y bosques. La temperatura incluye veranos calurosos e inviernos frescos o secos. La precipitación media es de 500 a 600 mm/año, con fuertes lluvias y tormentas eléctricas vespertinas, con posibilidad de aguaceros e inundaciones repentinas en la temporada de los monzones, a finales de julio y agosto. Solo recibe suficiente lluvia para sustentar una cubierta vegetal de matorral. No recibe suficiente lluvia para tener un clima subtropical húmedo.

## Flora y fauna
Se cree que los bosques de matorrales espinosos son bosques secos tropicales que se han degradado a través de la agricultura intensiva y el excesivo pastoreo en matorrales espinosos atrofiados y abiertos, dominados por árboles como Acacia senegal y Acacia leucophloea, así como Prosopis cineraria, Capparis zeylanica y especies de Salvadora, Gymnosporia, Grewia y Gardenia. Sin embargo, la región también contiene parches de zonas de semidesierto donde el suelo es particularmente salino.

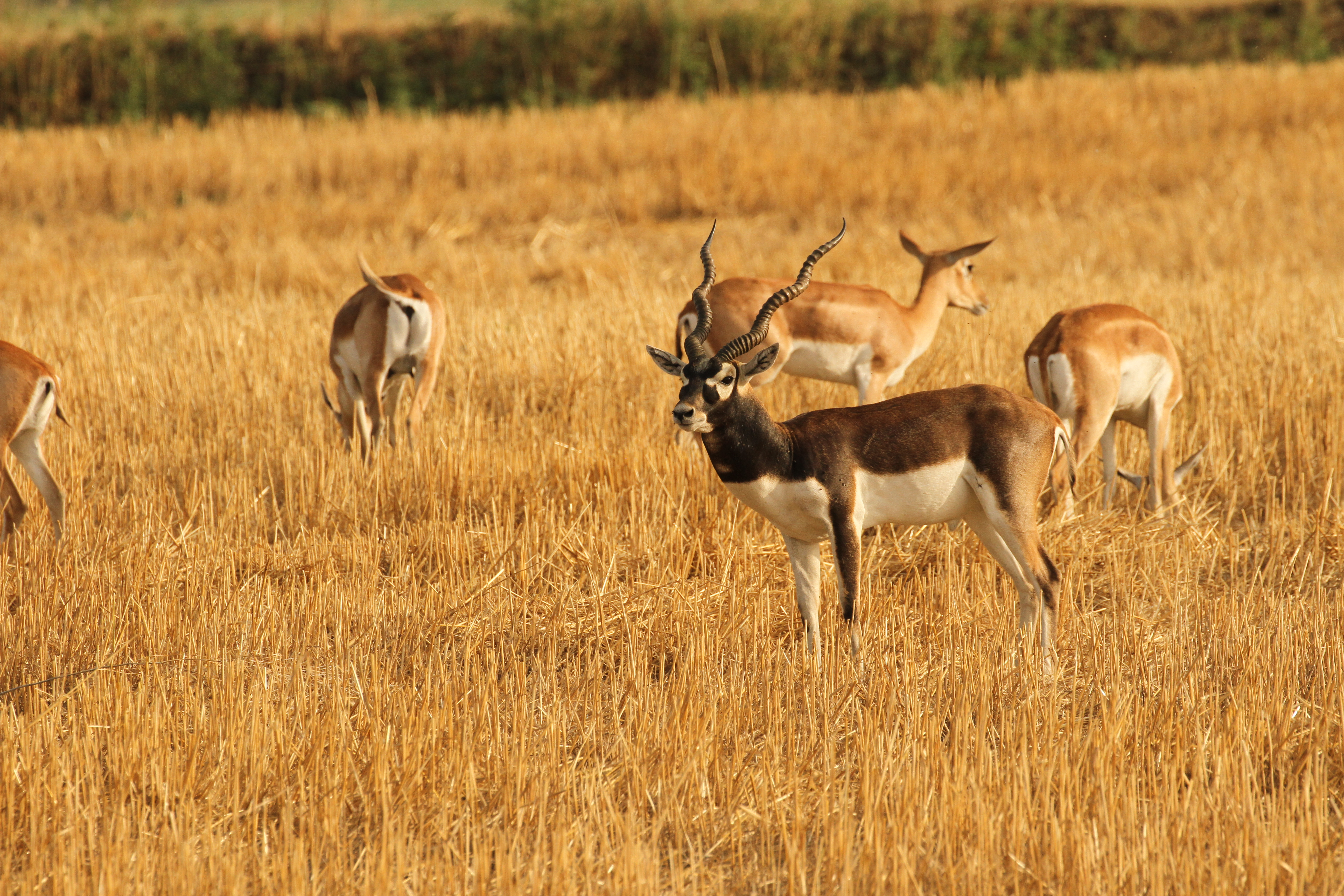
Una pequeña manada de antílopes negros (Antilope cervicapra)

La fauna de mamíferos consta de unas 90 especies. A pesar de la tala a gran escala de los bosques, aún se pueden encontrar grandes mamíferos en la ecorregión, entre ellos el leopardo indio (Panthera pardus fusca) y sus presas, como la chinkara (Gazella bennettii), el nilgó (Boselaphus tragocamelus) y las especies amenazadas chusinga (Tetracerus quadricornis) y el antílope negro (Antilope cervicapra). En las zonas de matorral habita también otro gran felino, el caracal (Caracal caracal), que caza ratones, pájaros y reptiles. Hay dos mamíferos endémicos, ambos murciélagos: Triaenops persicus y el pequeño murciélago de cola de ratón (Rhinopoma muscatellum).
Hay más de 400 especies de aves en la región, entre ellas el endémico prinia de Burnes  (Laticilla burnesii), el casi endémico carbonero nuquiblanco (Parus nuchalis), la avutarda india (Ardeotis nigriceps) y el sisón de penacho (Sypheotides indicus), estas dos última especies amenazadas a nivel mundial, mientras que el resto de la comunidad de aves es diversa y abarca desde gorriones y pájaros sol hasta especies más grandes como cálaos y pavos reales (Pavo cristatus).

## Amenazas y conservación

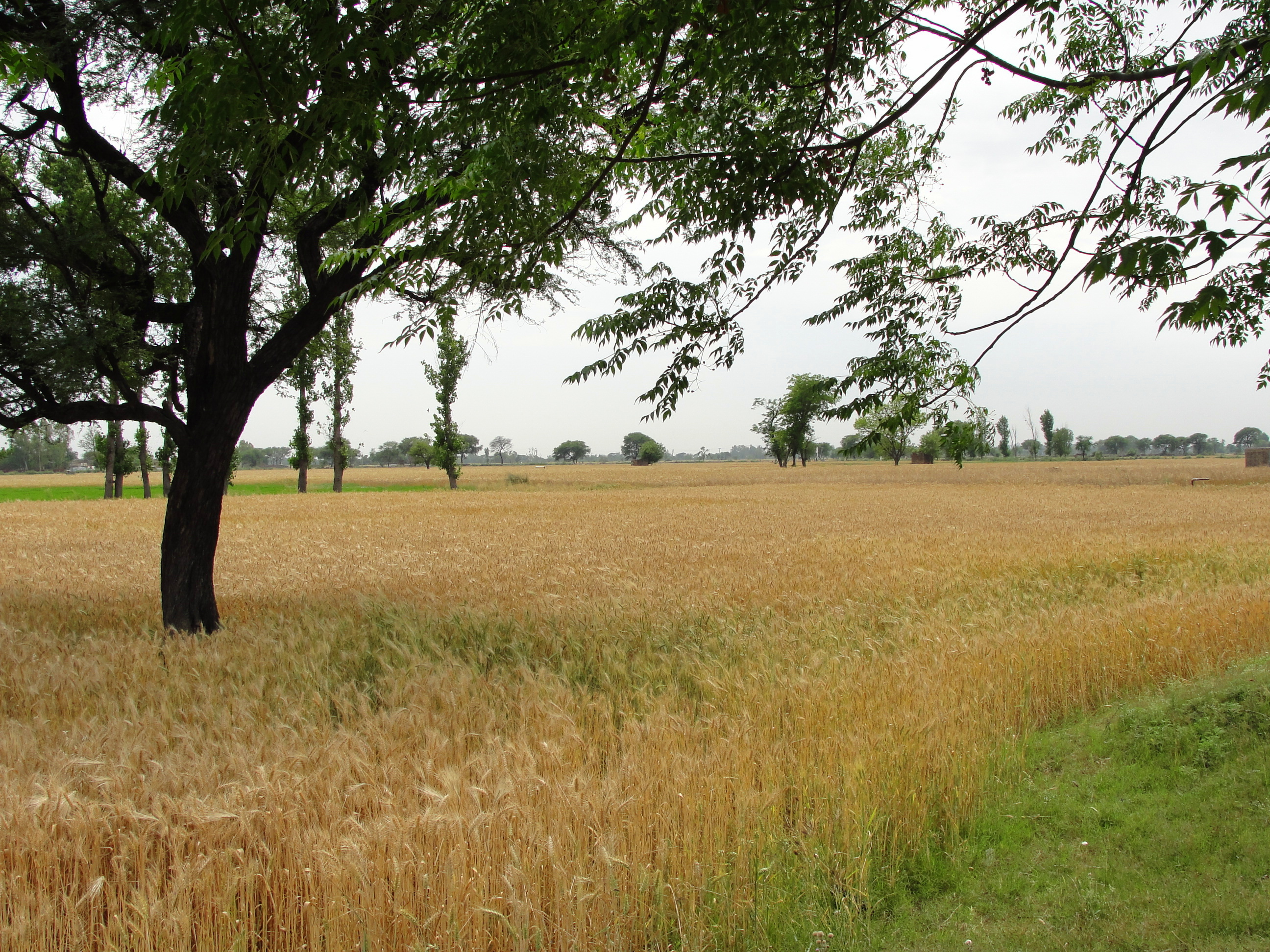
Terreno convertido para uso agrícola en Sialkot, Punjab (Pakistán)

Más del 90 % de la ecorregión se ha convertido para uso humano y el hábitat restante está muy fragmentado. Hay muchas áreas protegidas, que cubren alrededor del 4 % de la ecorregión, pero son muy pequeñas y no están conectadas entre sí, e incluso estas son propensas a invasiones para la recolección de leña y el desmonte para plantaciones. La población local, especialmente las comunidades bishnois, tienen una reverencia cultural por los animales salvajes, especialmente el antílope negro; lo que ha permitido que la fauna silvestre se haya salvado.